# Het Nieuwe Instituut
Het Nieuwe Instituut in de Zuid-Hollandse stad Rotterdam is een museum voor architectuur, design en digitale cultuur, en een platform voor de creatieve industrie. Er worden tentoonstellingen en debatten georganiseerd over de verschillende ontwerpdisciplines zoals grafisch ontwerp, productontwerp, games, mode, (interieur)architectuur, stedenbouw en landschapsarchitectuur.
Het Nieuwe Instituut beheert ook de naastgelegen museumwoning Huis Sonneveld en is verantwoordelijk voor de Nederlandse inzendingen in de architectuurbiënnales.
Het Nieuwe Instituut is op 1 januari 2013 ontstaan uit een fusie van het Nederlands Architectuurinstituut (NAi), Premsela Instituut voor design en mode en het Virtueel Platform, kennisinstituut voor e-cultuur. Guus Beumer (cultureel ondernemer) was algemeen en artistiek directeur vanaf 2013 en werd in 2021 opgevolgd door Aric Chen. 
Het Nieuwe Instituut is sinds de Dag van de Aarde op 22 april 2022 een Zoöp. Een Zoöp, of Zoöperatie, is een organisatiemodel voor bedrijven, organisaties, instituten en projecten dat de belangen van niet-menselijk leven onderdeel maakt van de besluitvorming. Het Zoöp-organisatiemodel werd ook ontwikkeld door Het Nieuwe Instituut, van eind 2018 tot en met begin 2022.

## Collectie

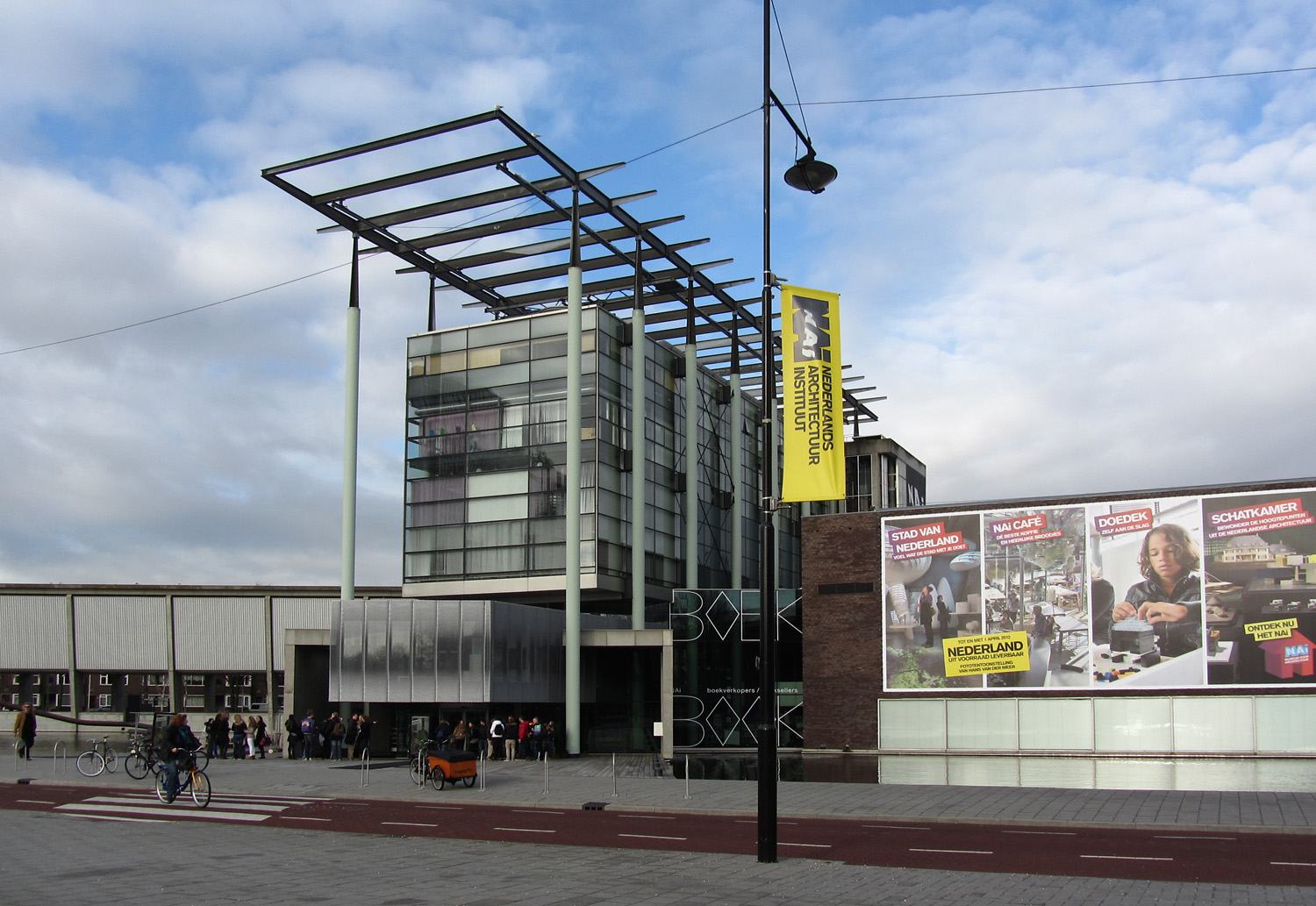
Hoofdingang in 2012 (NAi)

Het Nieuwe Instituut is een particuliere instelling die is belast met het beheren van de collectie archieven die de Nederlandse architectuurgeschiedenis documenteert. Deze rijkstaak is overgenomen van het NAi. Het Rijksarchief voor de Nederlandse Architectuur en Stedenbouw bevat ongeveer 650 archieven en verzamelingen van Nederlandse architecten, stedenbouwkundigen, beroepsverenigingen en opleidingen over de periode vanaf 1850.

## Jaap Bakema Study Centre
Het Jaap Bakema Study Centre is voortgekomen uit een samenwerking tussen het Nieuwe Instituut en de Faculteit Bouwkunde van de TU Delft. Het Jaap Bakema Study Centre initieert onderzoeksprojecten die leiden tot tentoonstellingen, publicaties, discussies of specifieke deelonderzoeken, gerelateerd aan het programma van het Nieuwe Instituut, en het onderzoeksprogramma van de Faculteit Bouwkunde van de TU Delft. Het studiecentrum is vernoemd naar architect Jaap Bakema (1914-1981).

## Gebouw

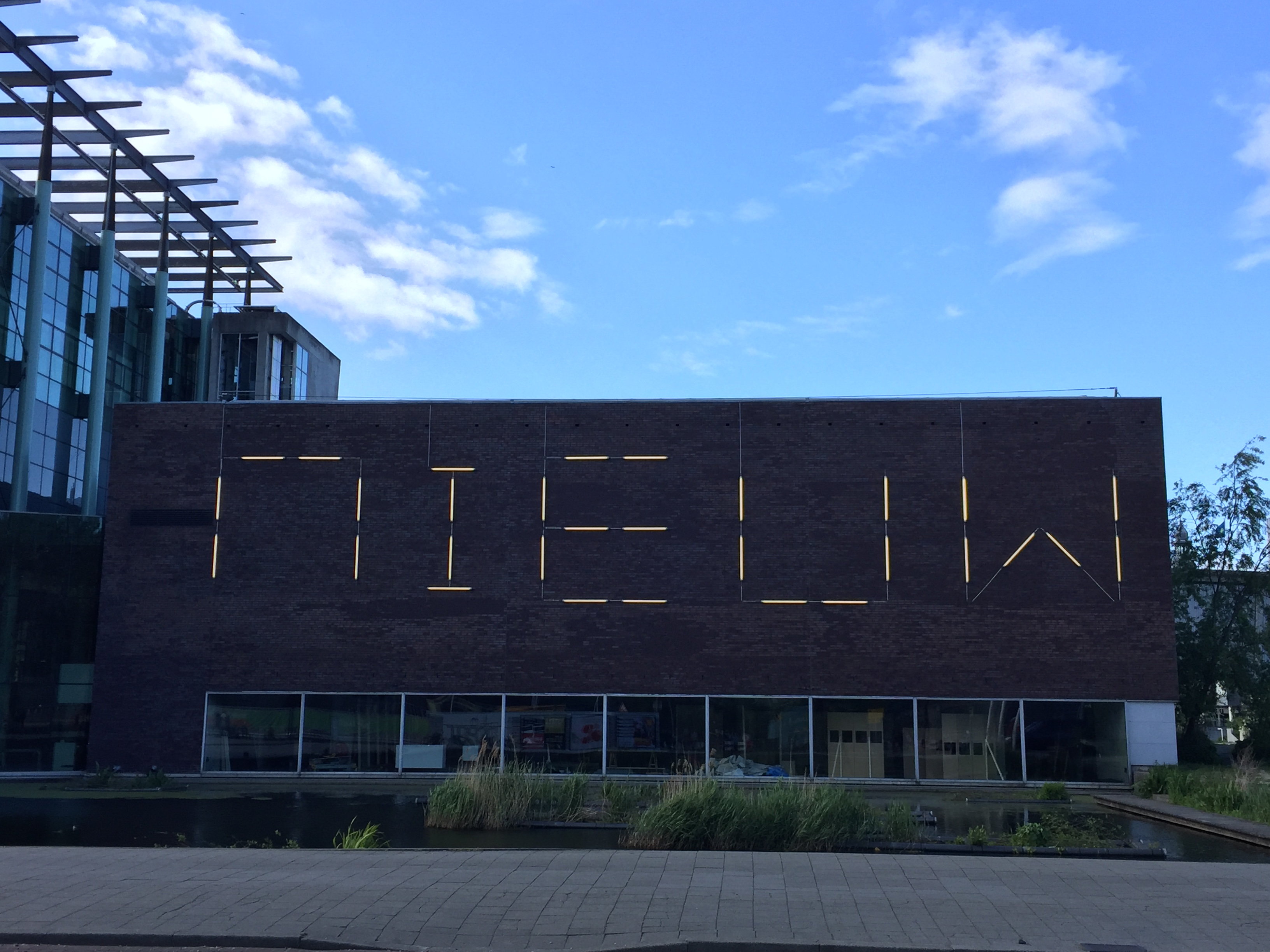
Het Nieuwe Instituut (2019)

Het Nieuwe Instituut is gevestigd in het Museumpark. Het gebouw, ontworpen door Jo Coenen, is in 1993 opgeleverd. Het gebouw bestaat uit een entreegebied, waarboven kantoren en studieruimten, aan de Museumpark-zijde met boekhandel, horeca, boekhandel en voordrachts ruimte, een tentoonstellingsvleugel met een ruimte voor bijzondere voorwerpen in de kelder ("De Schatkamer") en meerdere verdiepingen verbonden door een hellingbaan en een gebogen archiefgebouw aan de Rochussenstraat. In de vijver, naast de entree, is een monumentale sculptuur van de Nederlandse beeldhouwer Auke de Vries geplaatst. In 2012 heeft er een verbouwing plaatsgevonden en is het oorspronkelijke ontwerp aangepast.